# Villarrín de Campos
Villarrín de Campos ist ein nordwestspanischer Ort und eine Gemeinde (municipio) mit 415 Einwohnern (Stand: 2024) im Osten der Provinz Zamora in der Autonomen Gemeinschaft Kastilien-León. 

## Lage und Klima
Villarrín de Campos liegt in der kastilisch-leonesischen Hochebene in einer Höhe von etwa 690 m am Río Salado. Die Provinzhauptstadt Zamora befindet sich ca. 38 Kilometer südsüdwestlich. Ein Teil der Gemeinde liegt im Naturschutzgebiet Reserva Natural de Lagunas de Villafáfila. Das Klima im Winter ist durchaus kalt, im Sommer dagegen warm bis heiß; die spärlichen Regenfälle (ca. 531 mm/Jahr) fallen verteilt übers ganze Jahr.

## Bevölkerungsentwicklung
| Jahr      | 1970 | 1981 | 1991 | 2001 | 2011 | 2021 |
| Einwohner | 1091 | 764  | 681  | 634  | 520  | 387  |

Der deutliche Bevölkerungsrückgang in der zweiten Hälfte des 20. Jahrhunderts ist im Wesentlichen auf die Mechanisierung der Landwirtschaft, die Aufgabe bäuerlicher Kleinbetriebe („Höfesterben“) und den damit einhergehenden Verlust von Arbeitsplätzen zurückzuführen.

## Sehenswürdigkeiten

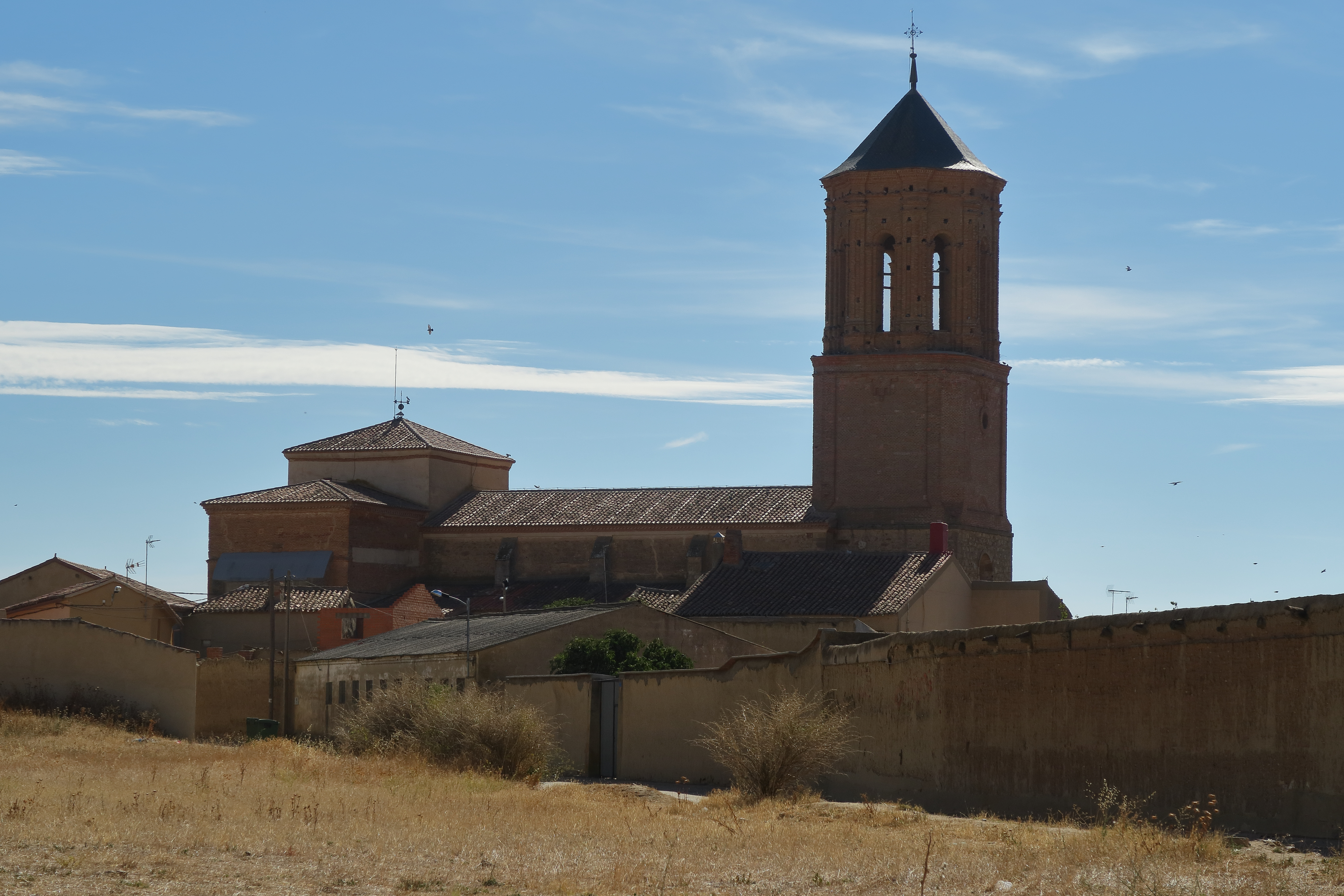
Kirche Mariä Himmelfahrt
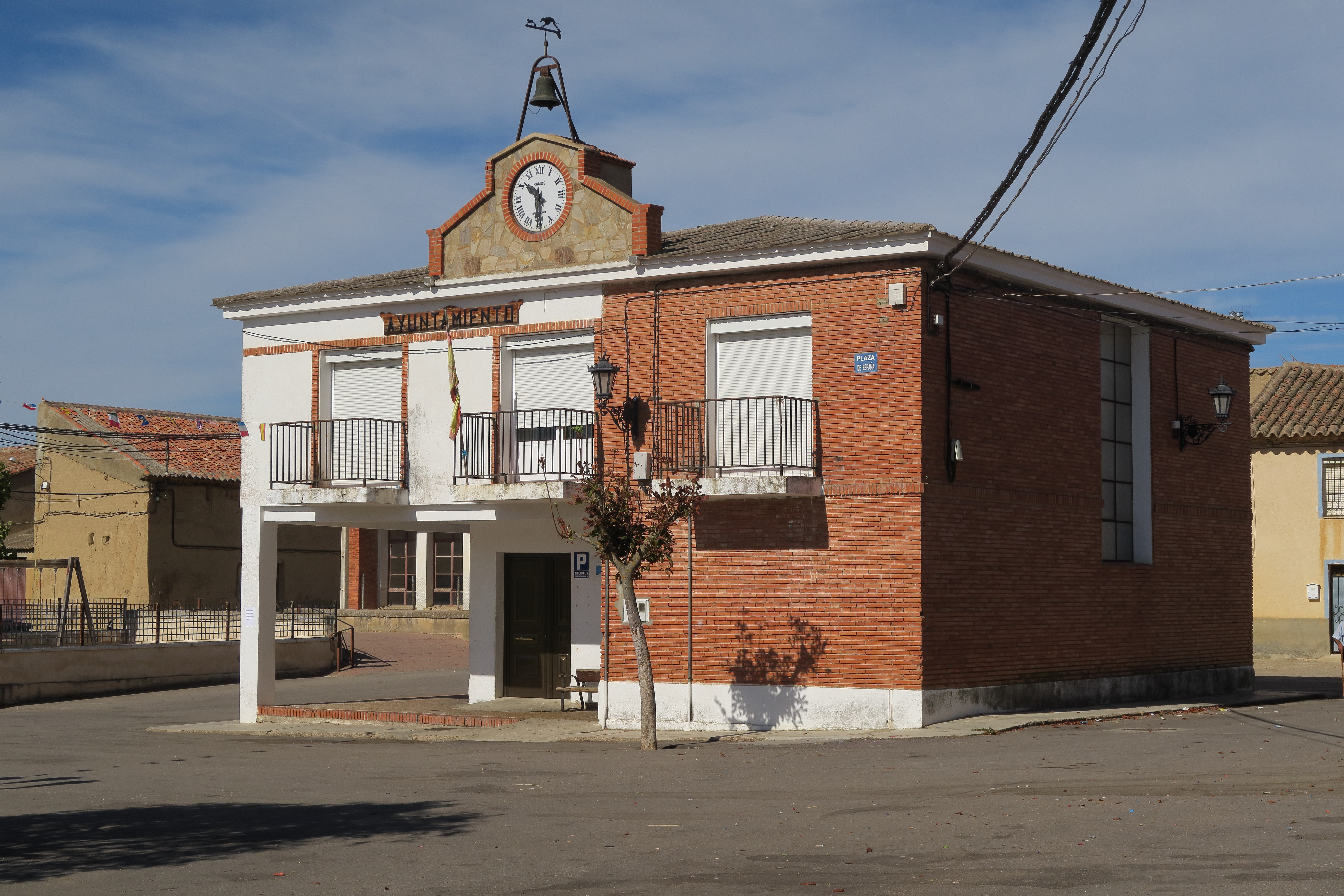
Rathaus

- Kirche Mariä Himmelfahrt
- Rathaus